# Sally Gilmour
Sally Gilmour (Sungai Lembing, 2 novembre 1921 – Sydney, 23 maggio 2004) è stata una ballerina britannica.

## Biografia
Nata nell'odierna Malaysia, Sally Gilmour era figlia di un medico militare britannico e a quattro anni fu mandata in collegio in Inghilterra. Iniziò a studiare danza alla Rambert School a dodici anni e il suo talento fu immediatamente riconosciuto dalla stessa Marie Rambert; successivamente si perfezionò con Antony Tudor e Tamara Karsavina.
Nel 1934 danzò accanto al giovane Frederick Ashton e ad Alicia Markova in Bar aux Folies-Bergère, portato al debutto dal Ballet Rambert; cinque anni più tardi ottenne il successo con il ruolo della protagonista in Lady Into Fox di Andrée Howard, un ruolo per cui fu raccomandata dalla stessa Rambert. Ottenne altri grandi successi durante la tournée australiana della compagnia tra il 1947 e il 1949; particolarmente apprezzata fu la sua interpretazione nel ruolo dell'eponima protagonista in Giselle, tanto che la collega Dame Margaret Scott definì la sua performance nel primo atto la migliore di sempre. Dopo la fine del tour tornò a Londra, dove diede il suo addio alle scene nel 1952 al Lyric Theatre. 
Dopo una relazione con Walter Gore durante gli anni 40, nel 1949 sposò il dottor Allan Wynn, con cui ebbe due figli e una figlia. Nel 1997, dopo la morte del marito e la diagnosi di Alzheimer, si trasferì definitivamente in Australia, dove morì nel 2004 all'età di 82 anni.